# Хёрбст, Джон Эдвард
Джон Эдвард Хёрбст (англ. John Edward Herbst; род. 12 августа 1952, Роквилл-Сентер, Нью-Йорк) — отставной американский дипломат; посол США в Узбекистане (2000—2003) и посол США на Украине (2003—2006). В 2006 году госсекретарь США Кондолиза Райс назначила Джона Хёрбста координатором Управления реконструкции и стабилизации. Он принял новое положение летом того же года.

## Биография

### Образование
Получил степень бакалавра наук в области дипломатической службы в Школе дипломатической службы Джорджтаунского университета в 1974 году и степень магистра искусств в области права и дипломатии в Флетчеровской школе права и дипломатии при Университете Тафтса (Медфорд, Массачусетс) в 1978 году. Также обучался в Школе перспективных международных исследований в Болонье, Италия, при Университете Джонса Хопкинса.

### Начало дипломатической карьеры
Поступил дипломатическую службу в 1979 году. Он работал в качестве политического советника в американских посольствах в Тель-Авиве, Москве и Эр-Рияде. Он также работал директором по региональным вопросам в Ближневосточном бюро Государственного департамента США, директором Управления Независимых Государств и по делам Содружества, первым заместителем посла по особым поручениям для новых независимых государств. В 1997-2000 годах работал Генеральным консулом США в Иерусалиме.

### Посол США в Узбекистане
В феврале 2000 года кандидатура Джона Хербста была предложена президентом Биллом Клинтоном на должность посла США в Узбекистане. Сенат утвердил его кандидатуру на 8 сентября. Посол Хербст прибыл в Ташкент 28 октября 2000 года и вручил верительные грамоты президенту Узбекистана Исламу Каримову 1 ноября 2000 года. Посол Хербст, бывший послом США в Узбекистане на ранних стадиях из операции «Несокрушимая свобода», помог устроить базовый доступ в стадии раскачки.
В период после событий 11 сентября, Узбекистан стал местом повышенной важности для США, благодаря своей границе с Афганистаном, и стал стратегическим союзником в войне с террором. Одной из важных особенностей этого во время его пребывания была сдача в аренду авиабазы Карши-Ханабад для поддержки миссии против Аль-Каиды. Его британский коллега Крейг Мюррей, работавший в Узбекистане с 2002 года, написал о своих встречах с Хербстом в своих мемуарах «Murder in Samarkand — A British Ambassador’s Controversial Defiance of Tyranny in the War on Terror», вышедших в 2006 году.
Посол Хербст представлял американскую помощь правительству Узбекистана и способствовал целому ряду изменений в стране, в том числе предоставлению Международному комитету Красного Креста доступа в тюрьмы Узбекистана. Посол Хербст способствовал созданию неправительственной организации, деятельность которой была связана с правами человека в стране. Посол Хёрбст был вовлечён в реформу системы правосудия, и во время его пребывания был начат судебный процесс в отношении двух сотрудников службы безопасности, которые злоупотребляли своей властью во время работы в тюрьме в Узбекистане.
В 2003 году за большой личный вклад в развитие многостороннего сотрудничества между Узбекистаном и США Джон Хербст был награждён орденом «Дустлик».

### Глобальное партнёрство против распространения оружия и материалов массового уничтожения
23-24 апреля 2002 года, посол Хербст посетил международную конференции в Москве, чтобы добиться международной поддержки Глобального партнёрства против распространения оружия и материалов массового уничтожения. В ходе конференции посол Хербст вручил украинскому министру иностранных дел Константину Грищенко письмо от заместителя госсекретаря по контролю над вооружениями и международной безопасности Джона Болтона. Письмо призвало Украину поддержать Глобальное партнёрство. В письме также затрагивались темы нераспространения, принятые на саммите большой восьмёрки в 2002 году.

### Посол США на Украине

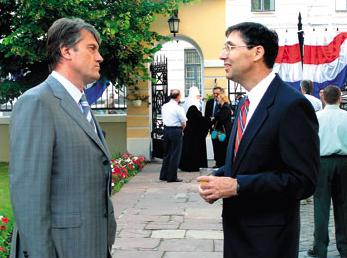
Встреча с президентом Украины Виктором Ющенко

Выступая 18 июня 2003 года перед членами комитета сената США, сказал: «Можно считать, что большая часть моей карьеры была подготовкой к этому назначению. Примерно половина из 24 лет, проведённых на дипломатической работе, пришлась на деятельность в СССР, а затем в независимых государствах, образовавшихся в результате распада Союза. С 1994 по 1997 год я работал с правительством Украины по многим направлениям, в том числе и по развитию отношений Украина — НАТО». 13 сентября прибыл в Киев.
В период его работы на Украине произошла Оранжевая революция, посол Хербст был вовлечён в события, которые привели к приходу к власти Виктора Ющенко и значительно повлияли на его президентство. Посол Хербст был описан Daily Times как «эрудит, обаятельный и лингвистически одарённый дипломат», которому удалось «добиться одобрения политики Буша, согласно которой Украина не должна вступать в Единое экономическое пространство с Россией, Беларусью и Казахстаном», потому что «не в [её] интересах иметь эту затрудняющую интеграцию».
В 2005 году посол Хербст назвал репутацию министра внутренних дел Украины Николая Билоконя, работавшего в правительстве с 2003 года, «неприемлемой». В том же месяце посол Хербст работал с вновь назначенным министром внутренних дел Украины Юрием Луценко над реформированием министерства. Новое министерство было реорганизовано для соответствия изменившейся политической и социально-экономической среды на Украине. В ходе встречи посол Хербст предложил поддержку американских правоохранительных органов и отметил, что США готовы предоставить помощь Министерству внутренних дел Украины.
После Оранжевой революции, посол Хербст способствовал финансированию новостных источников на Украине. Его усилия привели к тому, что Агентства США по международному развитию выделило 2,4 млн долларов на развитие средств массовой информации в стране. Посол Хербст реализовал свою стратегию, сосредоточившись на подготовке тренеров и педагогов в области коммуникационных дисциплин, в том числе в Украинский центр реформы украинского образования и киевская неправительственная организация «Телекритика». Посол Хербст курировал третичное финансирование ряда структур, в том числе Фонда Open Media, спонсируемого Международным Фондом Возрождения и работал со своими сторонниками в посольстве США, включая пресс-атташе Брента Байерса, с целью 750 000 долларов в 2005 году. посол Хербст курировал финансирование в поддержку «независимых» СМИ на Украине. Посол Хербст согласовал с Европейской Комиссией на Украине и добился дополнительных 3,5 млн евро в период с 2003 по 2005 год.
В январе 2004 года встречался с митрополитом Киевским и всея Украины Владимиром (Сабоданом).
В апреле 2006 года «в результате телефонного совещания между архиереями РПЦЗ Джон Хербст признан избранным от Одесской епархии делегатом на IV Всезарубежный Собор».

### Координатор по реконструкции и стабилизации
Летом 2006 года Посол Хёрбст вступил в должность координатора по реконструкции и стабилизации.
Во время своего пребывания в должности, посол Хёрбст основал Гражданский корпус реагирования, вобравший в свои ряды более 1000 человек, и курировал свои миссии в ряде стран: Судан, Чад, Гаити, Ливан, Косово, Ирак и Афганистан.
Под руководством Хёрбста Гражданский корпус реагирования и Управление координатора по реконструкции и стабилизации оказывали поддержку более 20 посольствам США.
В его обязанности входило планирование и координация с целью предотвратить конфликт и передавать устойчивые решения по стабилизации в странах, где есть опасность возникновения или развития конфликтов.
Хёрбст был особенно успешным в построении межведомственной поддержки и использования концепции «умной силы» через политические комитеты и координацию групп с участием лиц из Агентства США по международному развитию и министерства юстиции, торговли, сельского хозяйства, национальной безопасности, здравоохранения и социальных служб и казначейства.

#### Афганистан
В Афганистане посол Хербст возглавил Гражданский корпус реагирования внутри гражданского волнения, обеспечивая общегосударственную экспертизу и создание афганского потенциала на центральном и командном уровнях. Его команда совершенствовала сотрудничество между военными и гражданскими лицами, начиная с гражданско-военными группы в Кабуле, управляла планами интегрирования американских усилий в Афганистане, и стала автором гражданско-военной оперативной базы для деятельности двенадцати провинциальных групп по восстановлению во главе с США.

#### Межведомственная система управления
В целях более полной координации между участниками разных ведомств Джон Хёрбст разработал Межведомственную систему управления. В доводах по поводу «нерегулярной войны» и «операциях по стабилизации»: Подходы к Межведомственной интеграции, данного до встречи Подкомитета по надзору и расследованиям с Подкомитетом по вопросам терроризма и нетрадиционных угроз и возможностей Комитета по делам вооружённых сил, посол Хёрбст рассуждал, как система была создана в ответ на продолжающиеся трудности и чтобы синхронизировать и действовать в тандеме со стратегическим планом. Выявленные в директиве № 44 Службы национальной безопасности президента и как сложное и трудное, координировние между ведомствами стало препятствием, поэтому Хёрбст и Управление координатора по реконструкции и стабилизации должны были сохранять самообладание и терпение, но имела успех в многочисленных странах.
Посол Хербст связанные системы управления Межведомственную с Законом Голдвотера-Николса, говоря: «Я думаю, что Межведомственная система управления под Национального Директивы безопасности Президента 44 примерно аналогична Голдуотера-Николса. Это Президентская директива по национальной безопасности и наше соглашение, как мы реализуем это установили межведомственной координации, чего не было в прошлом». В краткосрочной перспективе Посол Хербст увидел Межведомственную систему управления как способ немедленного решения задач, стоящих в Ираке путём координации с военными таким образом, что занимается гражданских лиц и межведомственной. Он изложил результаты будущих обязательств в Афганистане и предусмотрел способ избежать дубликатов попыток и достижения единства усилий между командными структурами.

#### Меморандум о взаимопонимании между США и Австралией
В октябре 2009 года премьер-министр Австралии Кевин Радд объявил о создании Австралийского гражданского корпуса (Australian Civilian Corps) на Саммите стран Восточной Азии в Таиланде.
Для того, чтобы сотрудничать и развивать потенциал Управления координатора по реконструкции и стабилизации и Австралийского гражданского корпуса Хёрбст координировал подписание меморандума.
Меморандум подробно описывает, как обе организации будут обмениваться накопленным опытом и методологией измерения эффективности с тем чтобы прийти к предотвращению конфликтов и восстановлению и стабилизации целей.
Меморандум фокусируется на построении прочного мира путём повышения взаимодействия между гражданскими реконструкционными и стабилизационными организациями и укрепления гражданского потенциала по всему миру. Меморандум планируется к рассмотрению в 2013 году.

#### Центр комплексных операций Национального университета обороны
В июле 2010 года был назначен директором Центра комплексных операций Национального университета обороны (National Defense University Center for Complex Operations).
В качестве директора, Джон Хёрбст будет использовать свои 30-летний дипломатический опыт чтобы способствовать карьеры специалистов, которые станут следующим поколением национальных практиков обороны. Как заслуженный эксперт, посол Хёрбст должен был обеспечить руководство над студентами и преподавателями в Университете национальной обороны, эффективно продолжая передовой опыт Центра Комплексных операций как ведущего университета в области дипломатии, обороны и развития.
Ныне директор Евразийского центра Атлантического совета. Старший советник Канадско-украинской торговой палаты (CUCC).

## Личное
Был женат на Надежде Кристофф Хёрбст (скончалась 1 мая 2014 года), отец пятерых детей.
Свободно владеет русским языком и отчасти арабским.